# Karpas

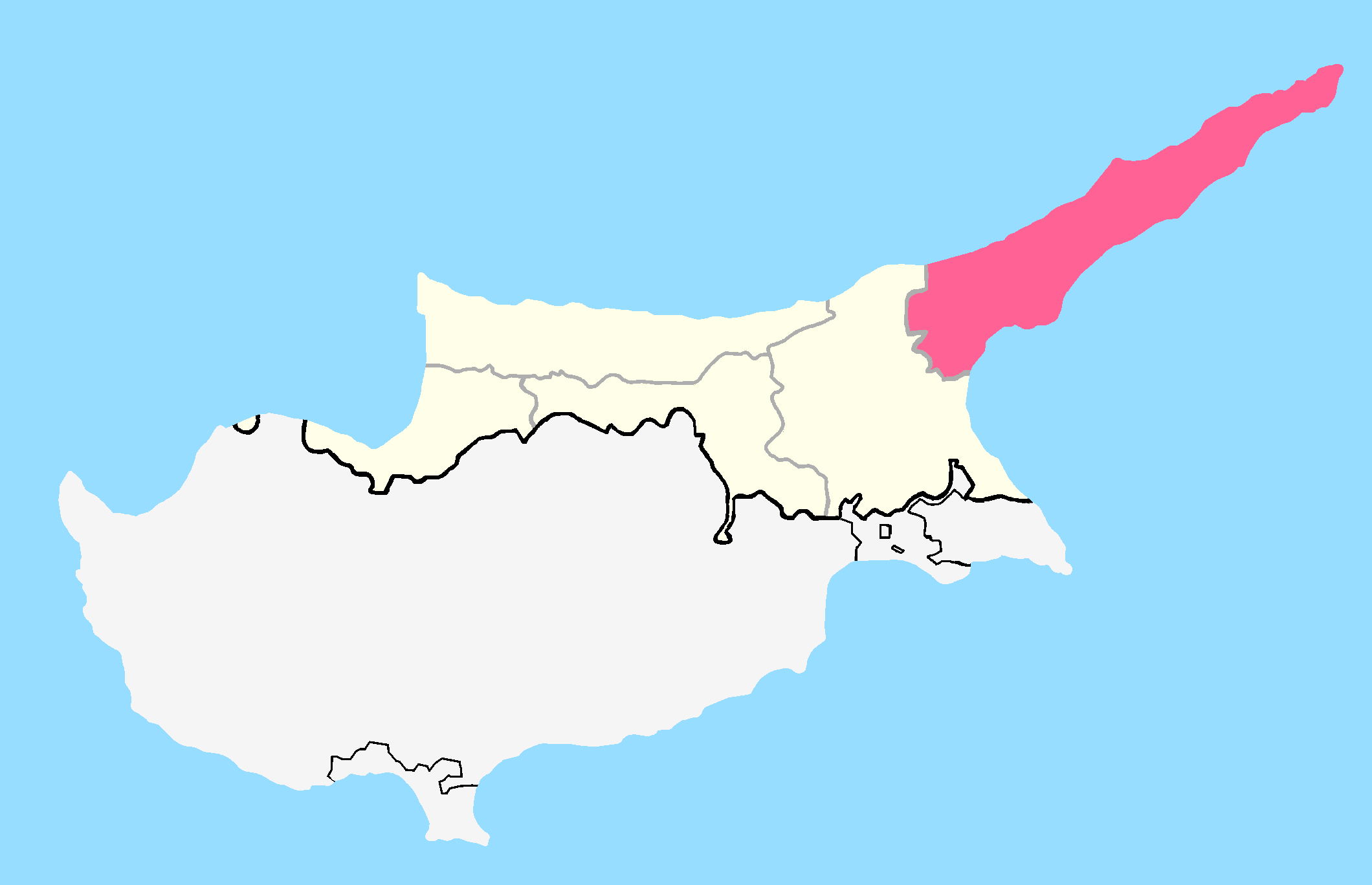
Poloostrov (červeně) na mapě Kypru

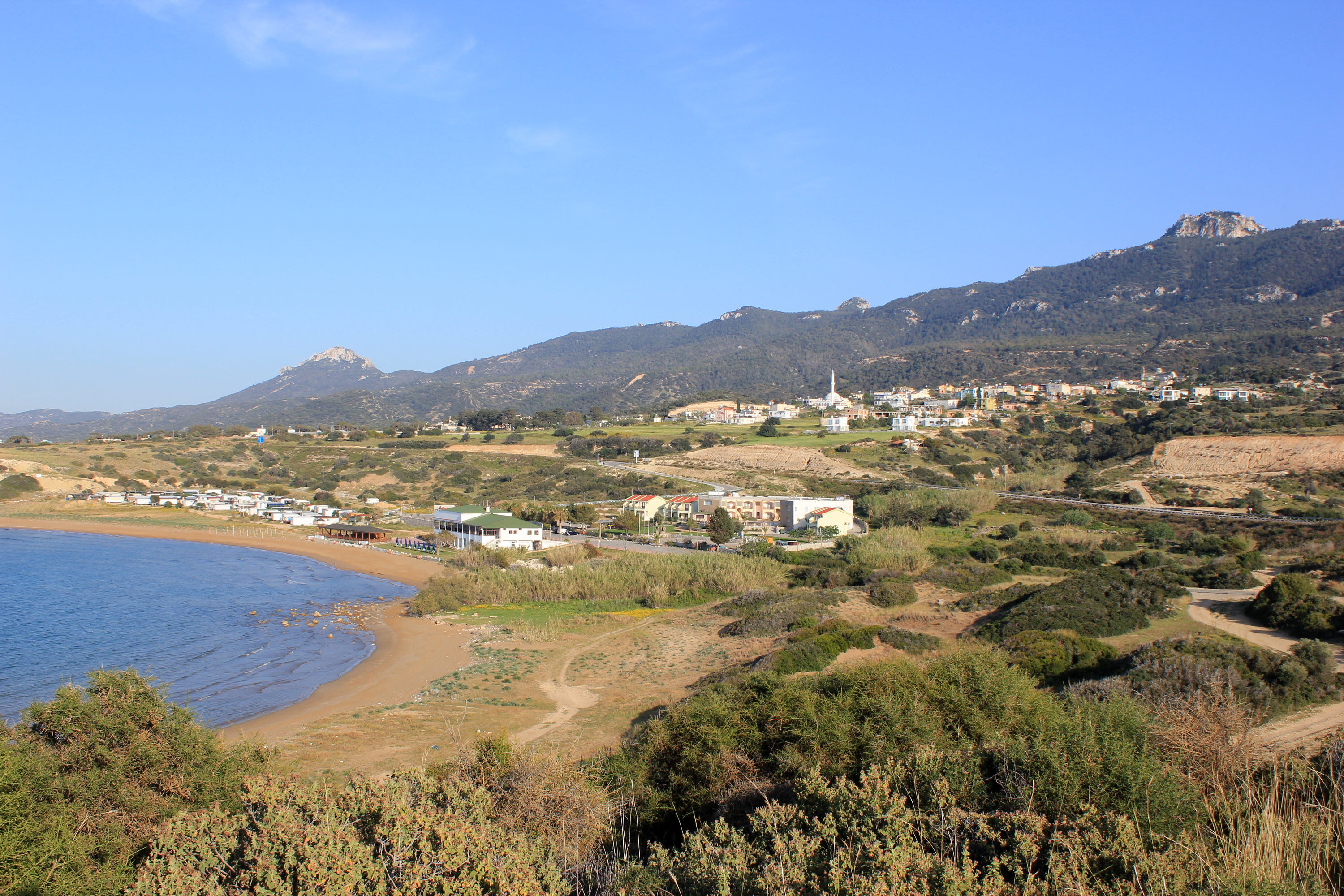
Pobřeží u vesnice Davlos

Karpas (řecky Καρπασία, turecky Karpaz) je protáhlý výběžek na severovýchodě ostrova Kypr. Od roku 1983 je součástí jednostranně vyhlášené Severokyperské turecké republiky jako distrikt İskele. Poloostrov má rozlohu 898 km² a žije na něm okolo 23 000 obyvatel, největšími městy jsou Trikomo (turecky İskele) a Rizokarpaso (turecky Dipkarpaz). Název území pochází od starověkého města Karpasia, které podle legendy založil král Pygmalion.
Poloostrov je dlouhý asi 80 km a jeho šířka se pohybuje okolo 10 km. Špici poloostrova tvoří Mys apoštola Ondřeje, dále na sever leží už jen neobydlené ostrůvky Klidhes. Pobřeží je lemováno písčitými plážemi, vnitrozemím prochází horské pásmo Kyrenia dosahující výšky až 750 metrů. Region je nejméně lidnatou částí Kypru vzhledem k odlehlosti a odchodu většiny řeckého obyvatelstva po turecké okupaci. Masová turistika je rozvinuta méně než na zbytku ostrova, zachovala se zde původní příroda a tradiční způsob života. Nacházejí se zde borové a cypřišové lesy, pěstuje se tabák, bavlník, olivovník, rohovník obecný, morušovník a réva vinná, v okolním moři se provozuje rybolov. Na pobřeží klade vejce kareta obecná a kareta obrovská, ve vnitrozemí žijí tetřevi, moták stepní, mnoho druhů netopýrů (nejsevernější výskyt kaloně egyptského) a místní rasa zdivočelých oslů. Významnými památkami jsou klášter apoštola Ondřeje na stejnojmenném mysu, ruiny antické Karpasie a byzantský hrad Kantara.